# 1700
1700 (MDCC) a fost un an bisect al calendarului gregorian, care a început într-o zi de miercuri.

## Evenimente

### Nedatate
- februarie 1700-1721. Marele Război al Nordului. Danemarca, Polonia și Rusia au format o coaliție împotriva Suediei, având ca rezultat victoria coaliției.
- Christian Reitter fondează în München, Germania, compania Dallmayr, producătoare de cafea. Din 1870 Alois Dallmayr.

## Nașteri
- 8 februarie: Daniel Bernoulli, matematician elvețian (d. 1782)
- 25 decembrie: Leopold al II-lea, Prinț de Anhalt-Dessau (d. 1751)

## Decese
- 1 mai: John Dryden  (n. 1631)
- 27 septembrie: Papa Inocențiu al XII-lea  (n. 1615)
- 1 noiembrie: Carol al II-lea al Spaniei  (n. 1661)
- dată necunoscută: Gangnihessou politician beninez (n. ?)
- 30 iulie: Prințul William, Duce de Gloucester  (n. 1689)
- dată necunoscută: Sfânta Teodora de la Sihla Sfântă din calendarul ortodox român (n. 1650)
- dată necunoscută: Sfântul Dimitrie cel Nou sfânt ortodox (n. ?)
- dată necunoscută: Thomas Derrick  (n. ?)
- dată necunoscută: Dionisie Rally Paleologul mitropolit ortodox grec (n. ?)